# Michailowski-Theater

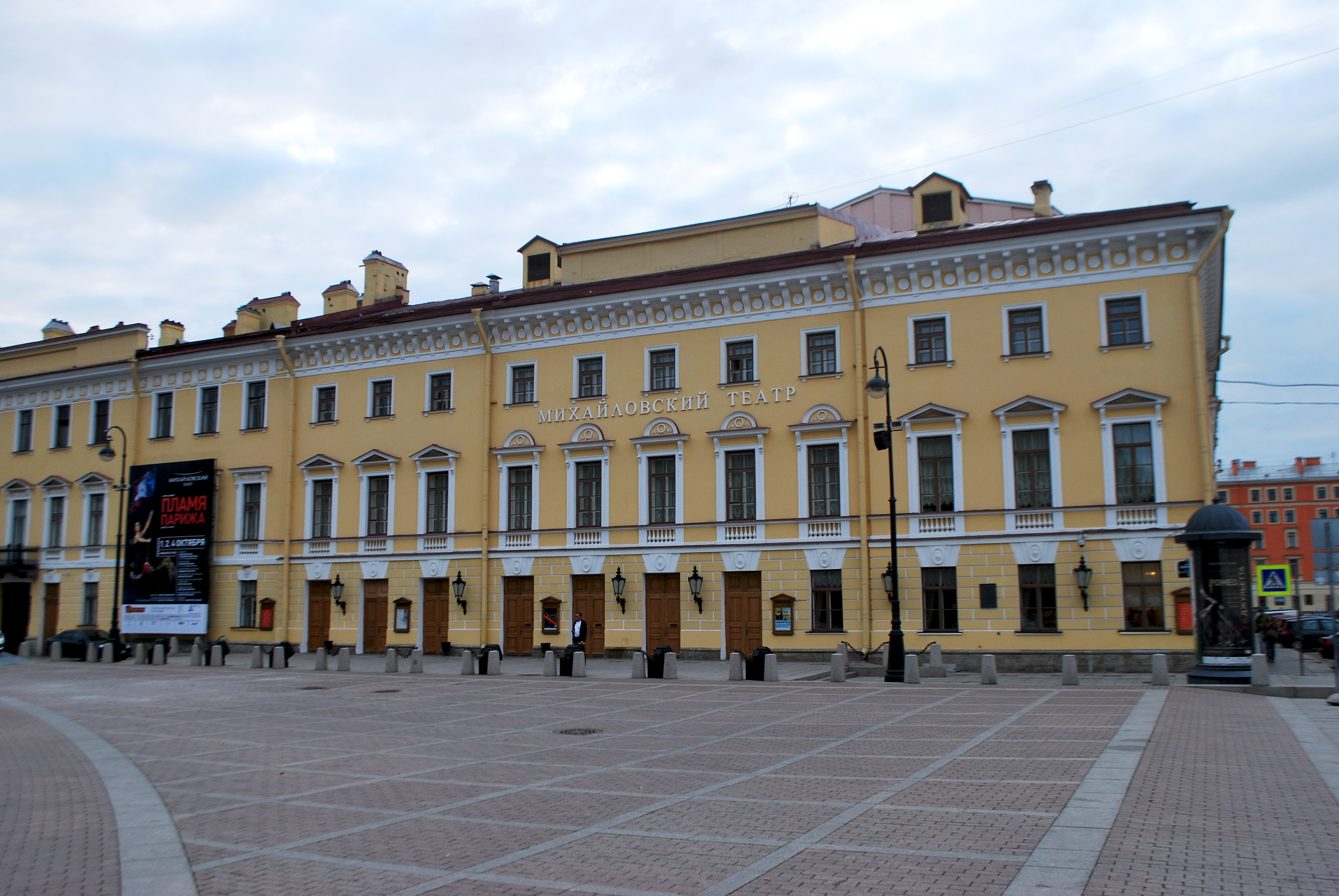
Michailowski-Theater, Sankt Petersburg, „Platz der Künste“, Ecke Michailowskaja ulica

Das Staatliche Akademische Opern- und Balletttheater St. Petersburg M.P. Mussorgski – Michailowski-Theater (russisch Миха́йловский теа́тр) in Sankt Petersburg, im 19. Jahrhundert auch „Théâtre Michel“, im 20. Jahrhundert lange „Maly Theater“ („Kleines Opernhaus“), ist neben dem Mariinski-Theater das bedeutendste Opernhaus der Stadt. 1833 erbaut, wurde es im 19. Jahrhundert überwiegend von französischen Schauspiel- und Opernensembles bespielt, war in den 1920er Jahren eine wichtige Experimentierstätte für das sowjetische Musiktheater und verfügt seit 1933 über eine eigene Ballettkompagnie.

## Geschichte

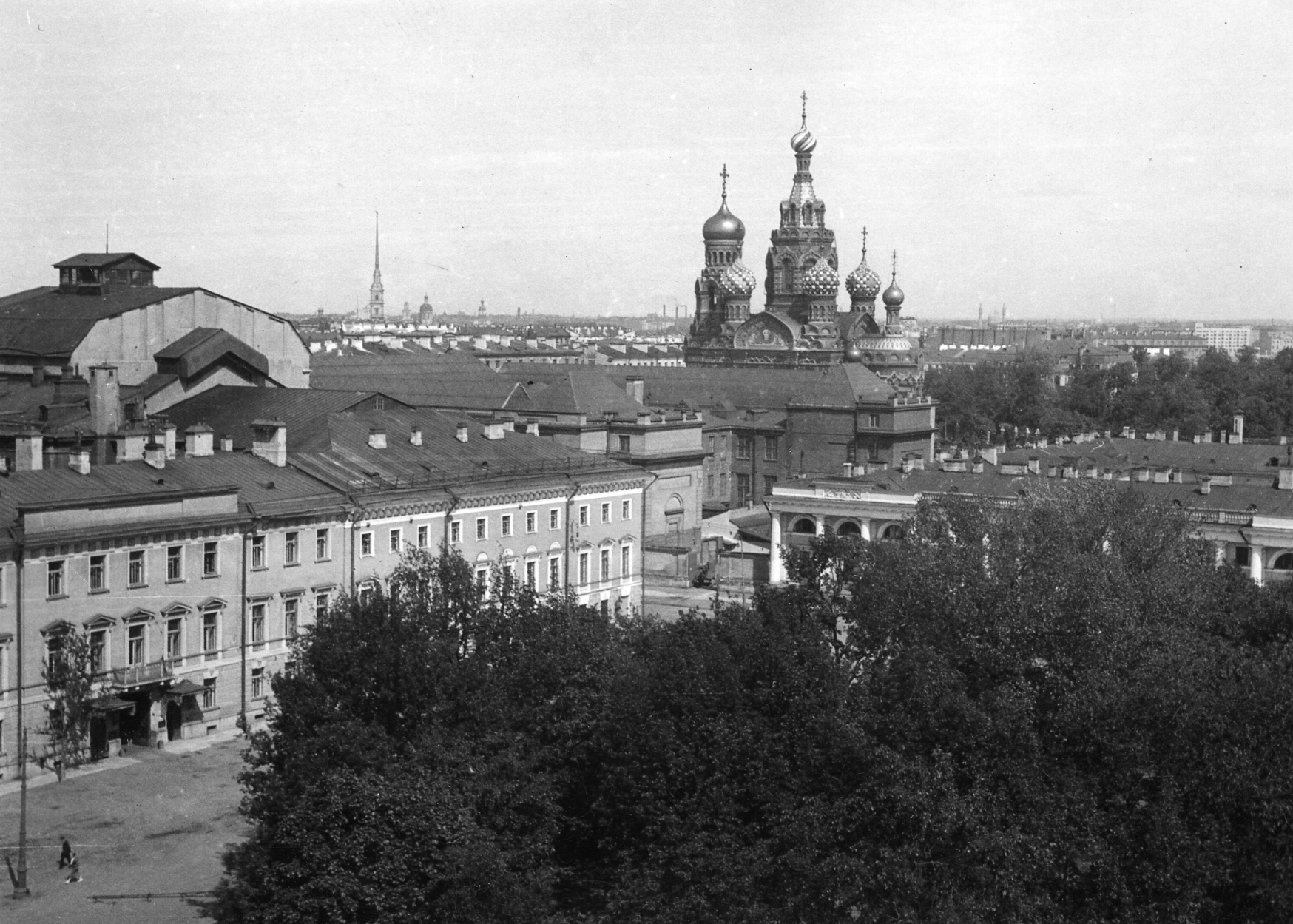
Historische Ansicht von 1935: Blick auf den „Platz der Künste“, auf der linken Seite das Michailowski-Theater

Das Theatergebäude wurde aufgrund eines Dekrets von Zar Nikolaus I. nach einem Entwurf von Alexander Pawlowitsch Brjullow im Stil des Neoklassizismus erbaut. Seinen Namen verdankt es dem Bruder des Zaren, Großfürst Michael Pawlowitsch Romanow, zu dessen Namenstag am 8. November 1833 es eröffnet wurde. Bis zur Russischen Revolution bestritten deutsche, französische und italienische Schauspiel- und Opernensembles den Spielbetrieb. Französische Stücke wechselten sich mit russischen und deutschen Werken ab. Zwischendurch fanden musikalische Auftritte und Konzerte statt. Zu den renommierten Schauspielern, die im Michailowski auftraten, zählten Jeanne Sylvanie Arnould-Plessy, Rachel Félix, Lucien Guitry und Sarah Bernhardt. Stücke von Molière, Victor Hugo, Victorien Sardou und Alexandre Dumas wurden auf Französisch aufgeführt.
Das Theater galt als Haus der französischen Kultur.
Nach der kompletten Renovierung der Innenräume, mit der Alberto Cavos, der Architekt des Mariinski-Theaters, beauftragt war, um die Sitzplatzkapazität zu erhöhen, begann 1859 eine neue Epoche. Opéra-comique und Operette hielten Einzug im Michailowski-Theater. Besonderen Erfolg hatten die Werke von Jacques Offenbach, darunter 1859 sein Orpheus in der Unterwelt und am 9. April 1866 in Anwesenheit von Zar Alexander II. die russische Erstaufführung von La belle Hélène. Die weiblichen Hauptrollen verkörperten französische Operettendiven wie Hortense Schneider und Anna Judic, die für ihre erotische Ausstrahlung berühmt waren. In den 1890er Jahren wurden zunehmend große Opern und Ballette aufgeführt. Marius Petipa schuf die Choreografien. Ab der Jahrhundertwende spielten auch Ensembles des Alexandrinski-Theaters und des Mariinski im Michailowski-Theater, deren Stars Fjodor Schaljapin oder Matilda Kschessinskaja waren.
Nach der Machtübernahme der Bolschewiki war das Theater kurzfristig geschlossen. Die französischen Theaterensembles mussten das Land verlassen. Am 6. März 1918 wurde das Michailowski als Opernhaus mit einer Aufführung von Gioachino Rossinis Il barbiere di Siviglia wieder eröffnet.

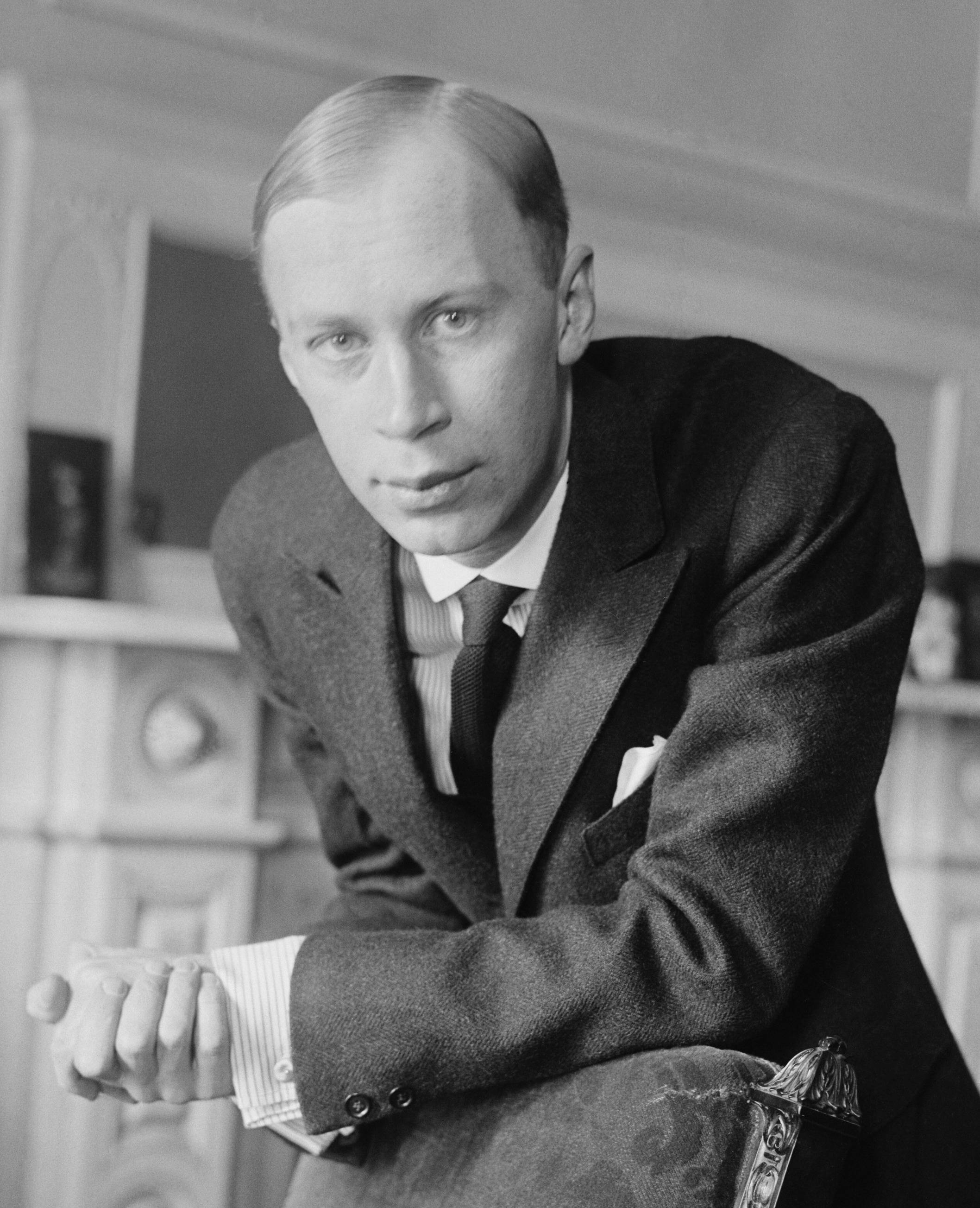
Prokofjew

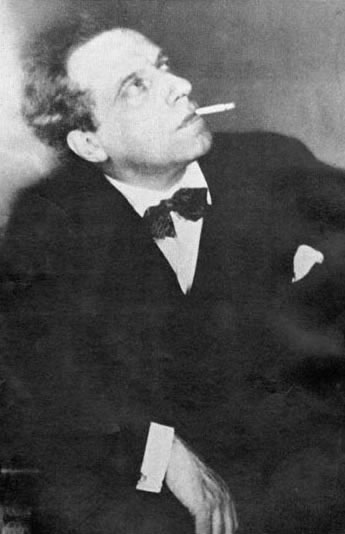
Meyerhold

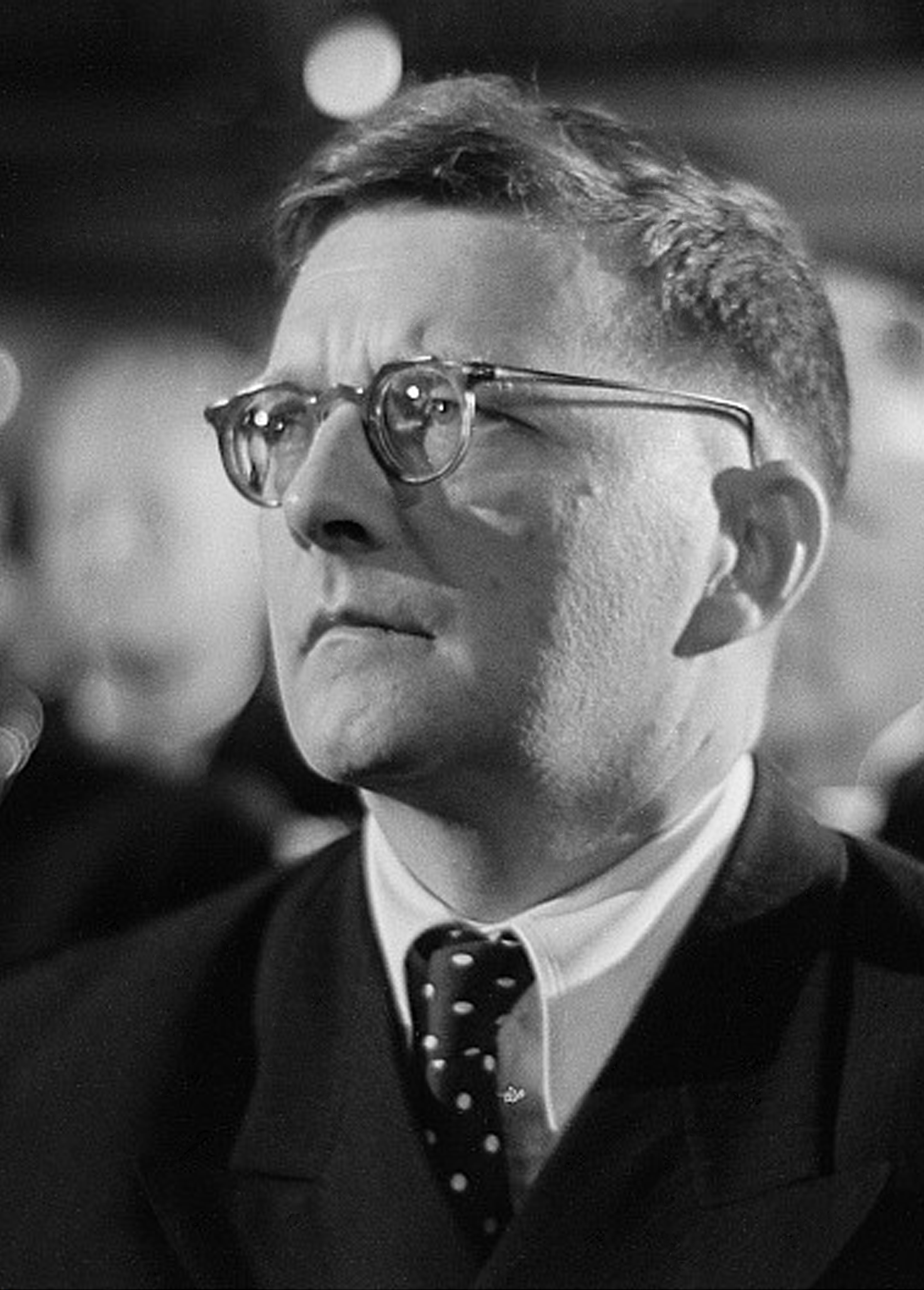
Schostakowitsch

Erst in den 1920ern bekam das Theater ein eigenes Ensemble. Unter der Leitung des künstlerischen Direktors Samuil Abramowitsch Samossud entwickelte es sich zu einer zentralen Experimentierstätte des sowjetischen Musiktheaters. Die ersten beiden Opern von Dmitri Schostakowitsch wurden hier uraufgeführt: am 16. Juni 1929 Die Nase (dirigiert von Samossud) und 1934 Lady Macbeth von Mzensk (inszeniert von Nikolai Smolitsch, ebenfalls dirigiert von Samossud). Nach sechzehn Vorstellungen musste Die Nase auf politischen Druck 1931 vom Spielplan genommen werden. Die Vorwürfe gegen die Oper lauteten, ein positiver Held würde fehlen und die Komposition sei formalistisch. Nach einem nicht signierten „Verriss“ 1936 in der Prawda wurde Lady Macbeth von Mzensk in der Sowjetunion verboten. Auch Inszenierungen von Wsewolod Meyerhold wurden in den 1930er Jahren von staatlicher Seite heftig kritisiert, die ihm  „antisowjetische Propaganda“ zur Last legte. Seine Neuinszenierung von Tschaikowskis Pique Dame 1935 am Michailowski galt als Verbeugung vor dem von der Regierung verlangten Realismus und wurde dennoch stilbildend. Vom gebildeten Publikum des Hauses gut aufgenommen, jedoch ebenfalls von der kommunistischen Kulturpolitik kritisiert wurde 1946 die szenische Uraufführung von Sergei Prokofjews Monumentalwerk Krieg und Frieden. Der Komponist arbeitete bis zu seinem Tod im Jahr 1953 an den Änderungswünschen des Regimes.
Anfang der 1930er Jahre baute der russische Choreograph Fjodor Lopuchow eine Balletttruppe am Michailowski auf. Die erste Premiere, Harlequinade nach einer Komposition von Riccardo Drigo, fand am 13. Juni 1933 statt. Den offiziellen Status nicht nur einer Oper, sondern auch eines Balletttheaters erhielt das Haus erst 1963.
Die letzte Operninszenierung von Meyerhold war Rigoletto am 10. März 1939 im Michailowski. Während des Zweiten Weltkriegs konnte das Theater Regisseure wie ihn und Smolitsch nicht mehr beschäftigen und verlor seinen Ruf als Zentrum für experimentelle Produktionen. Als 1941 die Leningrader Blockade durch das deutsche Heer und die Bombardements der Stadt begannen, wurde das Michailowski-Ensemble nach Orenburg evakuiert, wo es am 1. Mai 1944 das Ballett La Fille mal gardée aufführte. Das Theatergebäude blieb unzerstört.

## Gegenwart
Seit 2007 führt der Geschäftsmann Wladimir Kechman als Generaldirektor das Michailowski-Theater, der Haus und Bühnentechnik restaurieren ließ. Michail Tatarnikow ist der musikalische Direktor und Chefdirigent. Mariss Jansons stand dem Theater beratend zur Seite.
2009 wurde Michail Messerer Ballettmeister, im Januar 2018 künstlerischer Direktor des Balletts. 2011 bis 2013 übernahm der Spanier Nacho Duato als erster ausländischer Ballettdirektor in Russland seit dem Franzosen Marius Petipa vor über hundert Jahren die künstlerische Leitung mit dem Auftrag, die rein klassisch geprägte Kompagnie mit 130 Tänzern zu modernisieren. Die Tanzstars Iwan Wassiljew und Natalja Ossipowa wechselten daraufhin vom Bolschoi- zum Michailowski-Ballett. Duato entwickelte eigene Versionen von Dornröschen, Romeo und Julia sowie Der Nussknacker. 2013 zeigte die Truppe seine Choreographie von Dornröschen an der Bayerischen Staatsoper in München.
Das Michailowski-Ballett gastierte 2008, 2010 und 2013 in London. Nach dem letzten Gastspiel erhielt es 2014 den National Dance Award in der Kategorie „beste Ballettkompagnie“, und Natalja Ossipowa wurde als „beste Tänzerin“ für ihre Auftritte mit dem Michailowski-Ballett ausgezeichnet.  Mit der Aufführung von Flames of Paris (Пла́мя Пари́жа), einer Choreografie von Wassili Wainonen aus dem Jahr 1932 zur Musik von Boris Assafjew, hatte das Michailowski-Ballett 2014 im David H. Koch Theater in New York City sein Debüt in den USA. Das Stück ist eine Allegorie, die die Französische Revolution als Analogie zur Russischen verwendet. Natalja Ossipowa und Iwan Wassiljew tanzten die Hauptrollen.
Im Repertoire des Musiktheaters stehen Opern und Operetten, vor allem Stücke von Tschaikowski, Verdi, Johann Strauss oder Offenbach. 2013 gastierte das Opernensemble bei den Opernfestspielen von Savonlinna.

## Name
Nach der Russischen Revolution wurde der Name des Hauses mehrfach geändert, zuerst auf „Ex-Michailowski“, dann auf „Maly Operny Teatr“ („Kleines Opernhaus“) oder „Leningrader Kleines Operntheater“ im Unterschied zum größeren Mariinski, später „Staatliches Kleines Theater für Oper und Ballett Leningrad“. In der Literatur wird es oftmals verkürzt als „Maly Theater“ bezeichnet und mitunter mit dem Moskauer Maly-Theater verwechselt. Nach weiteren Namensänderungen wurde es im Jahr 1989 nach dem russischen Komponisten Modest Mussorgski benannt. 2001 tauchte der vorrevolutionäre Name wieder auf. Im Jahr 2007 erhielt es seinen ursprünglichen Namen „Michailowski-Theater“ zurück mit der seit 1991 gültigen Ergänzung „Staatliches Akademisches Opern- und Balletttheater St. Petersburg M.P. Mussorgski“.

## Galerie

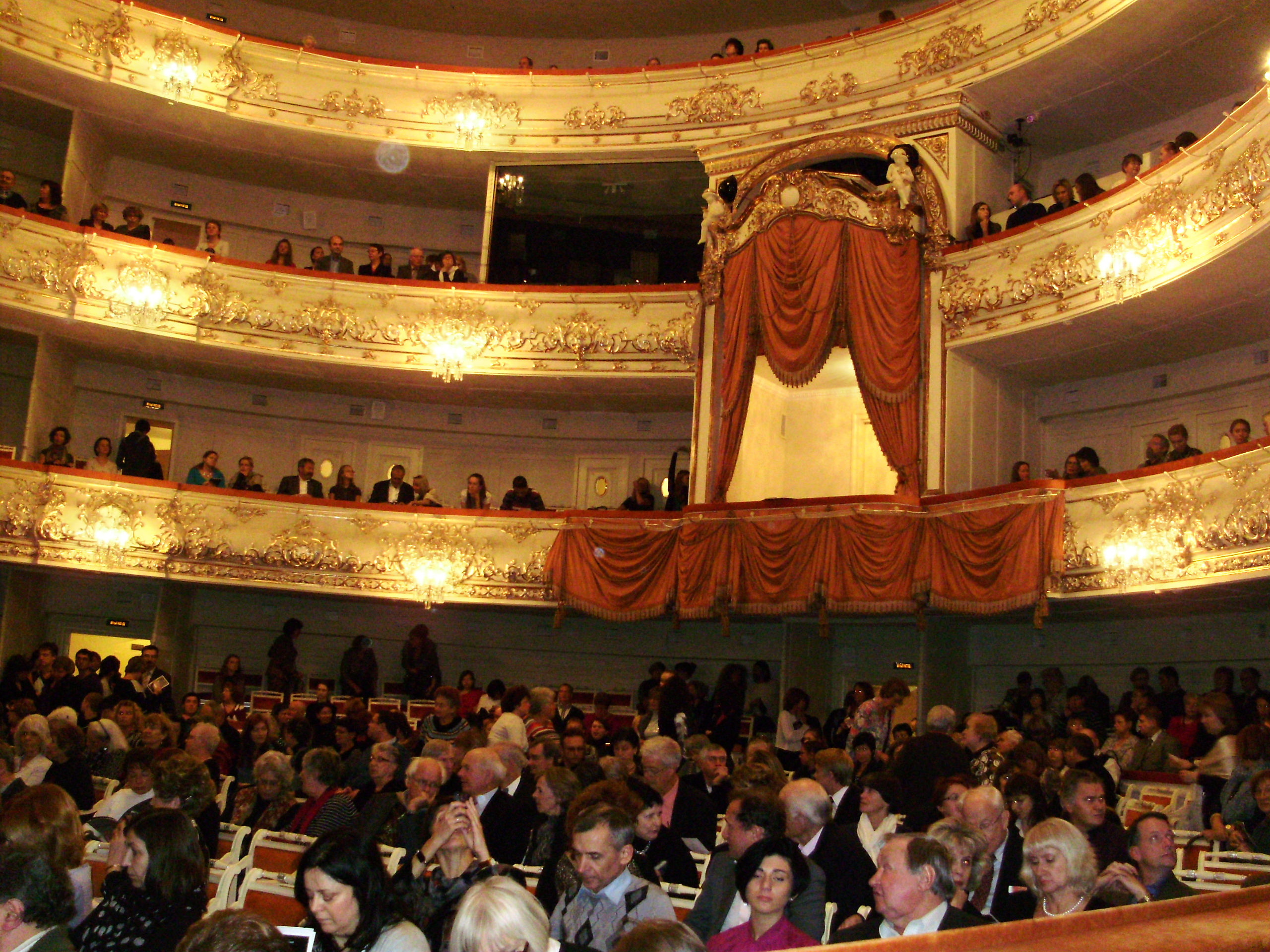
Zuschauerraum mit 980 Plätzen
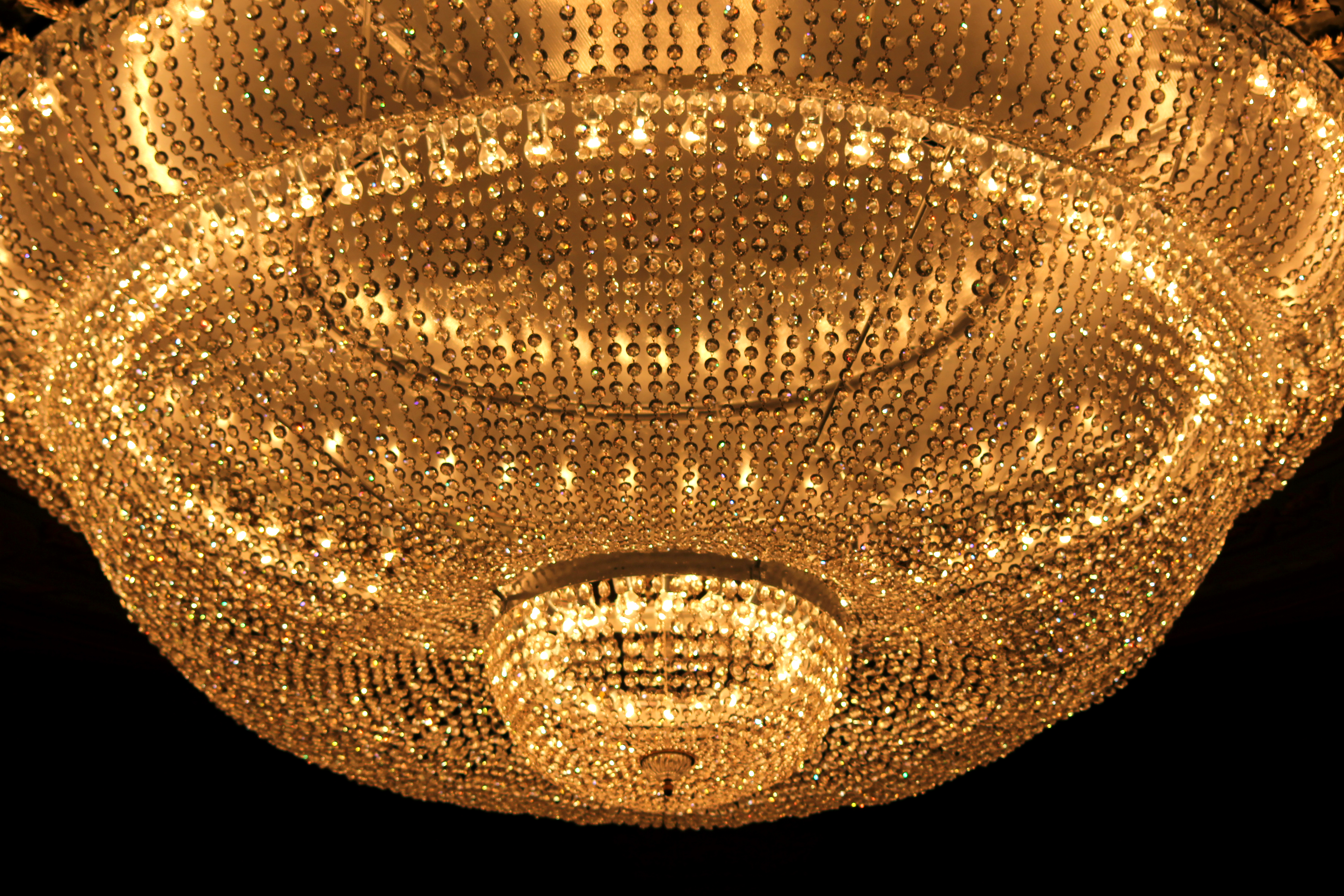
Leuchter im Zuschauerraum
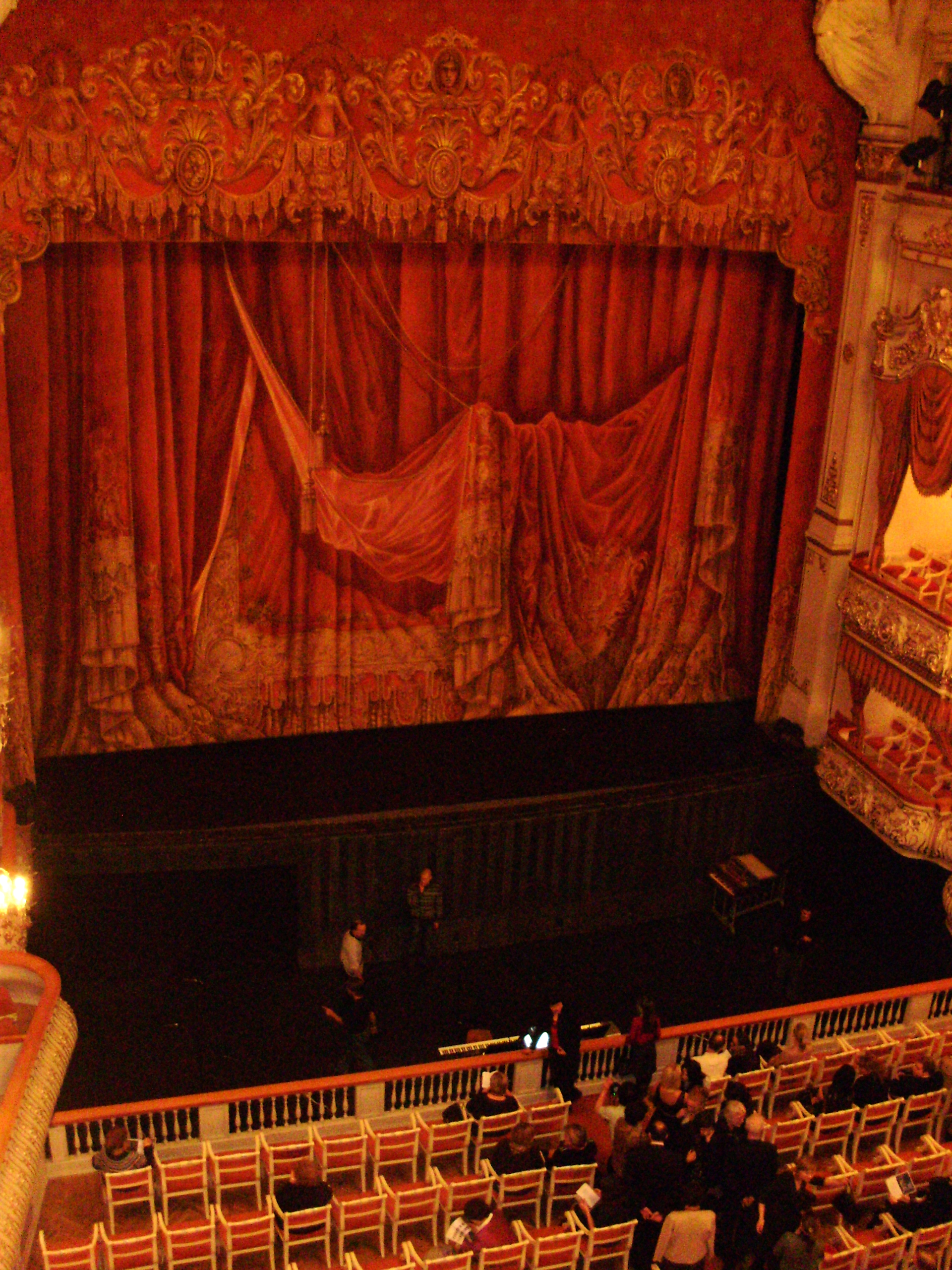
Bühne und Orchestergraben
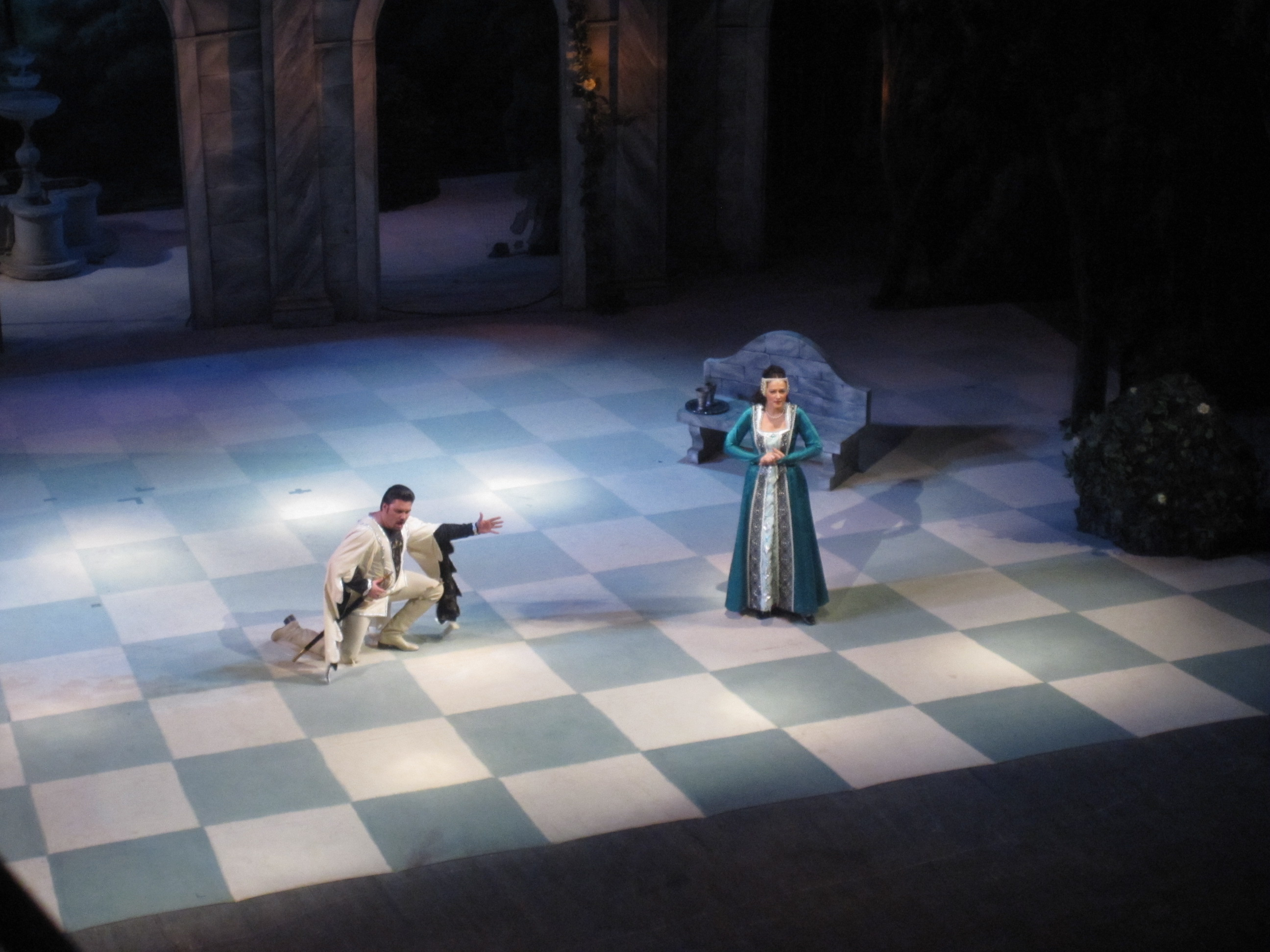
Aufführung von Jolanthe im Jahr 2011